# هراند باتیکیان
هراند گئورگی باتیکیان (ارمنی: Հրանտ Գևորգի Բատիկյան؛ زادهٔ ۲۶ دسامبر ۱۹۰۹ - درگذشته ۳۱ مارس ۱۹۸۳) یک زیست‌شناس، ژنتیک‌دان، استاد و رئیس دانشگاه اهل ارمنستان که از تاریخ ۱۹۶۳ تا تاریخ ۱۹۶۶ ریاست دانشگاه دولتی ایروان را برعهده داشت.

## زندگی‌نامه
در ۸ ژانویه [سبک قدیمی: ۲۶ دسامبر ۱۹۰۹] ۱۹۱۰ در باکو به دنیا آمد و از دانشگاه دولتی ایروان (۱۹۳۰) و دانشگاه دولتی کشاورزی سن پترزبورگ فارغ‌التحصیل شد. وی بین سال‌های ۱۹۵۴ تا ۱۹۷۸ سردبیر «هایستانی کِنساباناکان هاندس» بود. وی همچنین برنده دانشمند شایسته ارمنستان شوروی شده است. وی در ۳۱ مارس ۱۹۸۳ در سن ۷۳ سالگی در ایروان درگذشت.

## نگارخانه

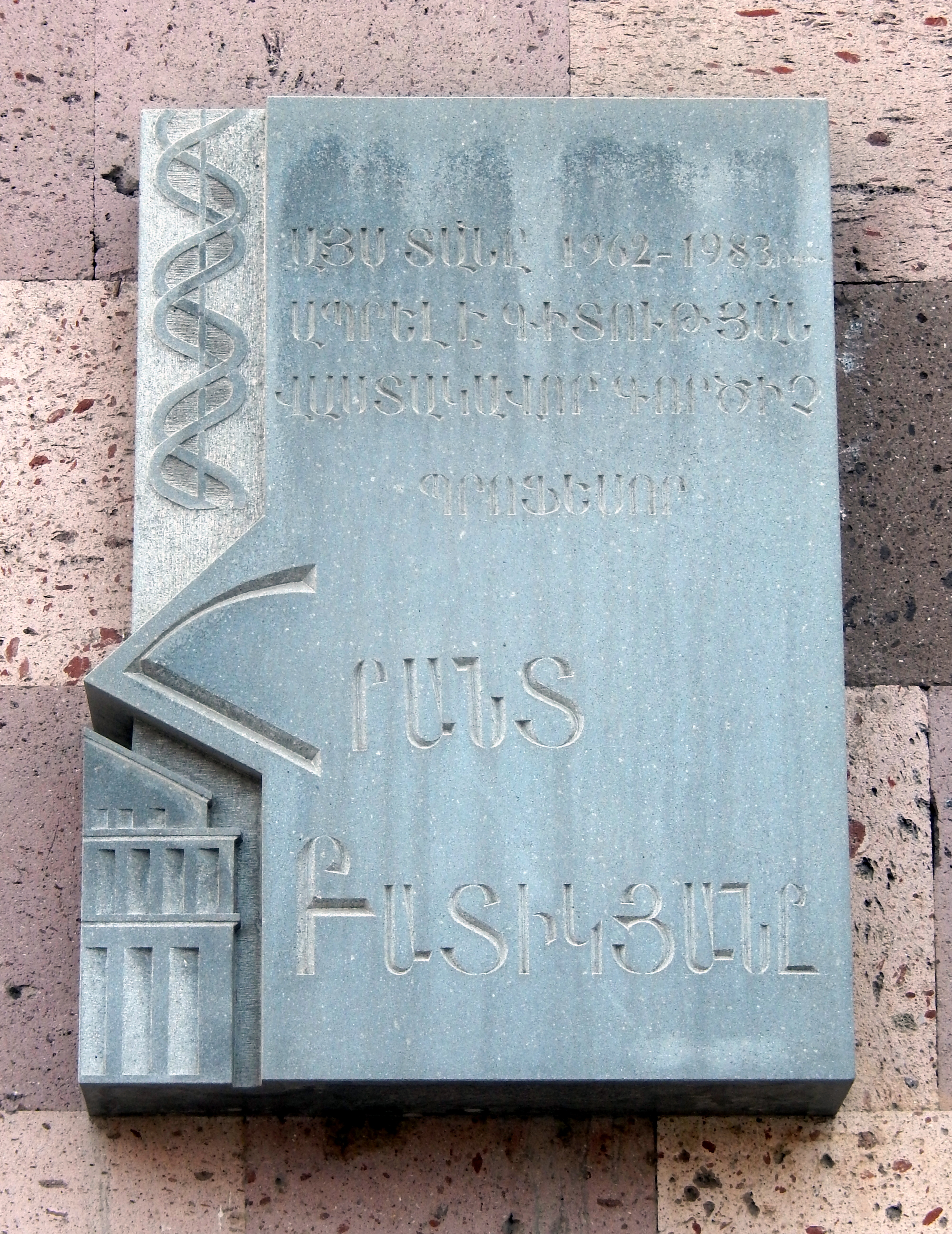

## یادداشت
1. ↑  կենսաբանական գիտությունների դոկտոր